# Ellen Einan
Ellen Einan (* 5. Juni 1931 in Svolvær; † 25. März 2013 in Kabelvåg) war eine norwegische Dichterin und Illustratorin.

## Leben und Wirken
Ellen Einan wurde in Svolvær, der größten Stadt der Lofoten geboren. Ihre Eltern waren die Landwirte Sigrid und Oluf Nymo, die einen Bauernhof in Strandnähe, einige Meilen vom Zentrum Svolværs entfernt, unterhielten. Sie hatte vier Geschwister, darunter ihr Zwillingsbruder Arne.
Einan ging nach ihrer Kindheit verschiedenen Gelegenheitsarbeiten nach. So arbeitete sie in ihrem Heimatort im Altersheim Alders Hvile und als Haushaltshilfe. Gelegentlich reiste sie und war unter anderem Hirtin in Trøndelag, Haushaltshilfe in Oslo, und landwirtschaftliche Hilfskraft in Dänemark. Als Erwachsene begann sie eine Pflegeausbildung, die sie jedoch wieder abbrach. Zuletzt war sie als Rezeptionistin in einem Svolværer Hotel tätig. Sie zog außerdem drei Kinder groß.
Vor ihren ersten lyrischen Versuchen widmete sich Einan dem Zeichnen. Sie zeichnete vorwiegend Tiere, vor allem Pferde. Die Idee zu dichten, kam ihr nach dem Lesen eines Handbuchs über automatisches Schreiben, das sie aus der Bibliothek ausgeliehen hatte. Sie schrieb nach eigenen Angaben alle ihre Gedichte „automatisch“, ohne eigentlich ein Verständnis für Poesie zu haben, nur unter dem Einfluss ihres Unterbewusstseins. Auch viele ihrer Zeichnungen entstanden auf diese Weise.
Nach einigen Jahren, in denen sie ihre Arbeit verschiedenen Verlagen vorgestellt hatte, debütierte sie schließlich 1982 im Alter von 51 Jahren mit dem Gedichtband Den gode engsøster beim Solum Forlag. Es folgten zwölf weitere Bände mit Gedichten. Viele davon illustrierte sie selbst.
Einans Gedichte haben häufig einen thematischen Bezug zu Leben, Tod und Fruchtbarkeit. So schrieb sie unter anderem häufig über biologische Funktionen, Frühling und Kinder. Hinzu kamen biblisch mystische, märchenhafte, romantische und fantastische Elemente. Ihre Illustrationen weisen einen hohen Grad an Symbolik auf, ihr Schreibstil ist sehr kompakt. Häufig wird in der Literaturkritik die Unverwechselbarkeit ihres Werks betont.
Einan erlangte schnell Bekanntheit in Norwegen. 2002 wurde sie mit dem norwegischen Literaturpreis Aschehougprisen geehrt, der vom Verlag Aschehoug mit 100.000 Kronen dotiert wird. 2010 zeichnete eine von Bibliotheken in Nordland organisierte Jury sie mit dem Havmannprisen für Noen venter på bud aus. 2012 gewann sie gemeinsam mit Roy Jacobsen den Doblougpreis der Svenska Akademien.
Sie lebte trotz der auf sie gerichteten Aufmerksamkeit weiterhin relativ abgeschieden in Svolvær. Zuletzt stand sie 2010 in der Öffentlichkeit, als im dortigen Nordnorsk Kunstnersenter eine Ausstellung ihrer Zeichnungen gezeigt wurde. Im Alter litt sie unter zunehmender Demenz und verstarb mit 81 Jahren im Pflegeheim Marithaugen sykehjem in Kabelvåg.

## Werke
- Den gode engsøster. Solum Forlag, Oslo 1982, ISBN 8-256-00265-4.
- Muldsøster. Solum Forlag, Oslo 1983, ISBN 8-256-00307-3.
- Jorden har hvisket. Gyldendal, Oslo 1984, ISBN 8-205-15386-8.
- Søster natt. Solum Forlag, Oslo 1985, ISBN 8-256-00403-7.
- Nattbarn. Solum Forlag, Oslo 1986, ISBN 8-256-00437-1.
- Sene rop mellom bronsebergene. Solum Forlag, Oslo 1987, ISBN 8-256-00488-6.
- Hestene våker i duggtoneengen. Solum Forlag, Oslo 1989, ISBN 8-256-00654-4.
- Døgnfargene er mørke. Solum Forlag, Oslo 1991, ISBN 8-256-00733-8.
- De syv nattstegene. Solum Forlag, Oslo 1992, ISBN 8-256-00829-6.
- Jade for min engel. Solum Forlag, Oslo 1994, ISBN 8-256-00940-3.
- Innenfor og utenfor er ett. Solum Forlag, Oslo 1999, ISBN 8-256-01195-5.
- Dagen får min uro. Solum Forlag, Oslo 2004, ISBN 8-256-01424-5.
- Noen venter på bud. Solum Forlag, Oslo 2009, ISBN 978-8-256-01623-5.
- Samlede dikt. hrsg. und mit einem Nachwort von Jan Erik Vold, Bokvennen, Oslo 2011, ISBN 978-8-274-88260-7.